# Money Money
Money Money è un videogioco arcade del 1983 realizzato dalla software house italiana Zaccaria.

## Modalità di gioco
Money Money è un titolo d'azione isometrico a scorrimento orizzontale articolato in quattro fasi. Il giocatore controlla un uomo, intento a raccogliere monete sparse per terra e al contempo cercare di raggiungere la Banca Svizzera per depositare il denaro. I nemici principali, che appaiono come uomini in blu, inseguono il personaggio giocante. Il protagonista deve quindi, in successione, percorrere un labirinto stradale, saltare sui tetti di vari grattacieli, nuotare in una distesa d'acqua evitando coccodrilli e squali e guidare una jeep attraverso una strada evitando i crepacci e le rocce scagliate dagli uomini in blu, posti ai lati di essa. Nelle prime due fasi il personaggio giocante può mettere per un po' fuori gioco gli uomini in blu raccogliendo pozioni, che sono l'equivalente degli energizzanti di Pac-Man. Il pulsante permette di saltare, azione da effettuare con tempismo per passare da un tetto all'altro o per superare i crepacci con l'auto.
Una volta che il protagonista raggiunge la sua destinazione, egli inizierà a saltare tra le sue ricchezze mentre una melodia suona in sottofondo. Dopodiché la sessione ricomincia con una difficoltà maggiore (in particolare bisognerà evitare il contatto con un ragno, presente nelle prime due fasi).
Il titolo include una sintesi vocale di qualità molto bassa. Alcuni dei messaggi sono "Oh, no" (quando l'uomo viene catturato dagli uomini in blu), "Try it again" (quando si perde la partita) o "The thief, the thief" (quando i nemici si avvicinano al personaggio giocante).